# Bruno Fernandes
Bruno Miguel Borges Fernandes (født 8. september 1994) er en portugisisk professionel fodboldspiller, som spiller for Premier League-klubben Manchester United og det portugisiske landshold.

## Klubkarriere

### Novara
Fernandes begyndte sin professionelle karriere hos italienske Novara i 2013.

### Udinese
Efter at have imponeret hos Novara, skiftede Fernandes til Udinese. Fernandes spillede 3 sæsoner for klubben som en fast del af holdet.

### Sampdoria
Fernandes skiftede til Sampdoria på en lejeaftale med obligation om at gøre aftalen permanent i 2016.

### Sporting Lissabon
Fernandes vendte tilbage til hjemlandet i 2017 da han skiftede til Sporting Lissabon. Fernandes imponerede fra start, og blev i sin debutsæson i 2017-18 kåret til årets spiller i Primeira Liga.
Hans anden sæson var endnu bedre, da han i 2018-19 sæsonen scorede 33 sæsonmål, hvilke var en ny rekord i portugisisk fodbold, for en portugisisk midtbanespiller på en enkelt sæson. Han blev for andet år i træk kåret til årets spiller i ligaen.

### Manchester United
Fernandes skiftede til Manchester United i januar 2020. Fernandes kom godt fra start, og vandt Sir Matt Busby Player of the Year-prisen for 2019-20 sæsonen på trods af at han kun havde spillet en halv sæson for klubben.
Fernandes fortsatte sit god spil, og vandt igen Sir Matt Busby-prisen for 2020-21 sæsonen.

## Landsholdskarriere

### Ungdomslandshold
Fernandes har repræsenteret Portugal på flere ungdomsniveauer.
Fernandes var en del af Portugals trup til Sommer-OL 2016.

### Seniorlandshold
Fernandes fik sin debut for seniorlandsholdet den 10. november 2017.